# Famille Brac de La Perrière
Pour les articles homonymes, voir Brac et La Perrière.
La famille Brac de La Perrière est une famille subsistante de la noblesse française.
Elle a été anoblie en 1735 par l'échevinage de la ville de Lyon. Elle compte parmi ses membres des docteurs en médecine, des avocats, des échevins, des officiers dont un amiral, un évêque.

## Histoire
Gustave Chaix d'Est-Ange écrit : « La famille Brac occupe depuis plusieurs siècles un rang distingué en Mâconnais et en Beaujolais ». Cet auteur rapporte que la famille Brac est originaire du Beaujolais où elle est mentionnée dès le XVIe siècle avec un premier auteur prénommé Louis Brac. En 1620, Antoine Brac, petit-fils de Louis Brac, est pourvu de l'office de notaire royal, procureur et receveur des consignations en la prévôté du Beaujolais, il épouse le 23 mai 1623 Jeanne Hugues, fille d'un notaire royal à Beaujeu, ils ont plusieurs enfants. L'aîné, Jean Brac, docteur en médecine de la faculté de Montpellier, vient se fixer à Mâcon par son mariage le 8 janvier 1655 avec Marie de La Charme, fille d'un juge de Matour. Entre autres enfants : Antoine Brac, docteur en médecine de la faculté de Valence, marié le 18 décembre 1682 à Catherine de La Fond, il fait enregistrer son blason à l'armorial général de 1696. Son fils, François Brac, seigneur de Montpiney, épouse le 30 novembre 1720 Jeanne Athiaud, fille d'un ancien conseiller au parlement de Dombes puis le 8 août 1724 Catherine Deschamps, il est anobli par l'échevinage de la ville de Lyon en 1735, c'est lui qui abandonne les armes primitives de sa famille pour en adopter de nouvelles toujours portées à ce jour par ses descendants.
Alice Géraud, journaliste au magazine L'Express, écrit dans l'article Les Brac de La Perrière : au nom de tous les miens publié en 2004 : « À l'origine, au XVIe siècle, il y eut un petit cordonnier. Qui engendra un notaire, qui engendra à son tour un avocat, François Brac, premier du nom à venir s'installer à Lyon. Où il réussit brillamment puisqu'il devient administrateur de l'Hôtel-Dieu, puis échevin, en 1732, comme son fils François Pierre Suzanne après lui ».
Régis Valette écrit que la famille Brac a été anoblie par l'échevinage de la ville de Lyon en 1737.
Parmi les différentes branches de la famille Brac on relève « deux échevins de Lyon, un fermier général, des savants, des officiers, un bâtonnier de l'ordre des avocats de Lyon, des chevaliers de Saint-Louis et de la Légion d'honneur, des médecins, etc. »

### Les branches
Les principales branches de la famille Brac sont :
- de Bourdonnel ;
- de La Perrière ;
- de Châteauvieux.

## Filiation
- Louis Brac,
  - Robert Brac, épouse le 24 juillet 1594 Laurence d'Aigueperse
    - Antoine Brac, notaire, épouse le 23 mai 1623 Jeanne Hugues
      - Jean Brac, docteur en médecine, épouse le 8 janvier 1655 Marie de La Charme
        - Antoine Brac, docteur en médecine, épouse le 18 décembre 1682 Catherine de La Fond

Antoine Brac, docteur en médecine, et Catherine de La Fond ont un fils prénommé François :
- François Brac (né le 19 juillet 1693 à Beaujeu), seigneur de Montpiney, avocat au parlement de Paris en 1718, épouse le 30 novembre 1720 Jeanne Athiaud puis le 8 août 1724 Catherine Deschamps, il est anobli par l'échevinage de Lyon en 1735
  - François Brac de La Perrière (1725-1800), avocat au parlement de Paris en 1750, échevin de Lyon en 1774
  - Jacques-Joseph Brac de La Perrière (1726-1794), nommé fermier général en 1771, épouse en 1766 Élisabeth Charlotte Passerat (1745-1801) d'où onze enfants, dont :
    - André François Anne Brac de La Perrière (1771-1846), avocat, épouse en 1806 Marie Césarine Michel (1787-1869), d'où :
      - Adolphe Brac de La Perrière (1807-1865)
      - Laurent Paul Marie Brac de La Perrière (1814-1894), épouse en 1848 Marie Victoire Blanche Journel (1828-1899), d'où neuf enfants, dont :
        - Pierre André Marie Albin Brac de La Perrière (1864-1921), épouse en 1890 Éléonore Vincenette Nora Robin (1868-1923)
          - Vincent Jules Louis Marie Joseph Brac de La Perrière (1896-1979), épouse en 1924 Madeleine Gros (née en 1902)
            - Vincent Gabriel Marie Joseph Brac de La Perrière, épouse Marie-Josée véronique Delorme
              - Thierry Marie Jacques Brac de La Perrière (né le 17 juin 1959), évêque catholique français

          - Marie-Antoinette Brac de La Perrière (1894-1986), épouse en 1917 Joseph Emery (1892-1970)

        - André Marie Jacques Brac de La Perrière (1865-1935), épouse en 1895 Adeline Dupont de La Thuilerie (1872-1953)
          - Henri Brac de La Perrière (1896-1928), directeur de fabrique de soieries, épouse en 1921 Marie-Edmée Jarrosson (1899-1985)
            - Gilles Brac de La Perrière (né le 1er avril 1927), épouse Nancy Aubert
              - Géraud Brac de La Perrière (né le 30 décembre 1954), président de sociétés, épouse Véronique Berthault

          - Robert Paul Marie Antoine Brac de La Perrière (1900-1984), agriculteur, épouse en 1924 Magdeleine Marie Lucie Franc (1904-1955) et en secondes noces en 1960 Véronique Péronne (1927-2008)
            - Michel André Victor Marie Brac de La Perrière (1925-2017), administrateur de sociétés, épouse en 1954 Corinne Jacqueline Marie Chevallier, historienne et romancière franco-algérienne, fille de Jacques Chevallier, maire d'Alger, d'où six enfants dont :
              - Virginie Malika Émilie Marie Brac de La Perrière, romancière et scénariste

            - Henri Jean Joseph Victor Brac de La Perrière, gérant de sociétés, épouse Christilla Marie Madeleine Renée Thévenet
              - Jean Brac de La Perrière (né le 13 novembre 1956, épouse Martine Potier), président de société
                - Arnaud Brac de La Perrière, Directeur Général

              - Éric Brac de La Perrière (né le 30 avril 1960), épouse Marie-France Townsed, dirigeant de société

          - Pierre Brac de La Perrière (1904-1967), épouse Geneviève Audren de Kerdrel (1900-1967)
            - Chantal Brac de La Perrière (née en 1934), épouse en 1954 Jean comte de Seyssel‑Cressieu (né en 1928)

        - Jean Martin Paul Marie Brac de La Perrière (1873-1951), épouse en 1897 Caroline Jeanne Alice Finaz de Bénévent  (1873-1929)
          - Jacques Henri Paul Marie Brac de La Perrière (1898-1948), épouse en 1924 Caroline Eugénie "Elisabeth" Verpilleux
            - Hervé Brac de La Perrière, épouse Georgette Dolbeau
              - Véronique Brac de La Perrière, enseignante, épouse Hervé Racine, ingénieur, président de sociétés

            - Christian Brac de La Perrière, épouse Georgette Dolbeau
            - Germaine Brac de La Perrière, épouse Marie Josèphe Renard
              - Marc Ernest Paul Marie Brac de La Perrière (1900-1994), épouse Sabine Marie Corron (1901-1975)

            - Éliane Marguerite Marie Brac de La Perrière
            - Yves Maurice Marie Brac de La Perrière, épouse Monique Dalmais
            - Odette Jacquelise Christiane Brac de La Perrière, épouse Paul Louis Rodet
            - Nicole Lucienne Marguerite Marie Brac de La Perrière, épouse Alain Louis Urbain Chardiny
            - Christian Brac de La Perrière (né le 4 septembre 1926 † le 28 mai 2017), épouse Marie-Josèphe Renard
              - Thierry Bruno Marc Marie Brac de La Perrière (né le 1er janvier 1953), lieutenant-colonel puis député européen (1999-2004)

## Personnalités
Les personnalités de cette famille sont :

### AuXVIIIesiècle
- Jacques Joseph Brac de La Perrière : né en 1726, nommé fermier général en 1771. Condamné à mort par le tribunal révolutionnaire de Paris, il est guillotiné à Paris le 8 mai 1794.
- François Brac de Montpiney : né en 1732, officier, chevalier de l'ordre royal et militaire de Saint-Louis, il est fusillé après la prise de Lyon par les troupes de la Convention durant la Révolution française.

### AuXIXesiècle
- Laurent-Paul Brac de La Perrière : après des études de droit à Paris en 1832 en même temps que Frédéric Ozanam, il adhère à la Société de Saint-Vincent-de-Paul dont il est le premier secrétaire (1836-1837); il revient à Lyon en 1837 où il s'inscrit au barreau de cette ville et il y fait toute sa carrière. Il devient président du Conseil central de Lyon de la Société de Saint-Vincent-de-Paul en 1849, prenant la succession d'Artaud. Personnalité catholique influente, active et engagée, il participe à la récolte de fonds pour la construction de la basilique Notre-Dame de Fourvière : il est représenté avec d'autres bienfaiteurs, dans le haut relief qui domine le porche (il est le personnage à genoux, placé à la droite de la Vierge, représenté sous forme du prévôt des marchands et offrant un écu)[4]. Déjà en 1845, il inspirait son ami Louis Janmot dans sa représentation de Jésus-Christ dans la Cène peinte en 1845 pour l'Hôpital de l'Antiquaille[5]. L’archevêque de Lyon le met à la tête des Écoles catholiques de la Ville[réf. nécessaire].

### AuxXXeetXXIesiècles
- Vincent Jules Brac de la Perrière, né en 1896 à Vourles (Rhône), croix de guerre 1914-1918, croix de guerre 1939-1945, membre de la résistance, et son fils Vincent Gabriel Brac de la Perrière, né en 1930 à Lyon, agents de change à Lyon de 1921 à 1977[6].
- Christian Brac de La Perrière, né le 4 septembre 1926 et mort le 28/5/2017. Il est ancien élève de l’École navale et fut auditeur de l'Institut des hautes études de Défense nationale (IHEDN). Officier de marine, il termine sa carrière militaire avec le grade d'amiral. Il fut président du conseil d'administration du Musée national de la Marine (1986-1992), maire de Luc-sur-Mer (1989-2001) et président du Comité du Débarquement de Normandie (1999-2015). Il a été commandeur de l'ordre national de la Légion d'honneur et grand-croix de l'ordre national du Mérite (novembre 2003)[7] au titre de « fondateur et président d'honneur d'une association de réinsertion sociale ». Christian Brac de La Perrière est à l'initiative de la création des « Jeunes en équipes de travail » (JET) en 1986[8].

- Gilles Brac de La Perrière, né le 1er avril 1927, est un banquier, président de sociétés. inspecteur des finances[9], il est le « père » du Code de la déontologie bancaire[10]. Il est officier de l'ordre national de la Légion d'honneur et officier de l'ordre national du Mérite[9].

- Géraud Brac de La Perrière (fils de Gilles Brac de La Perrière), né le 30 décembre 1954, il est diplômé de l'Ecole des Hautes études commerciales (HEC) et ancien élève de l'École nationale d'administration (ENA), inspecteur des finances, chevalier de l'ordre national de la Légion d'honneur[9], directeur de l'inspection générale du groupe Banque Populaire Caisse d'Épargne (BPCE) de 2010 à 2019, puis directeur général adjoint chargé des risques de BPCE.
- Thierry de La Perrière, né le 1er janvier 1953, officier de cavalerie, député européen.
- Thierry Brac de La Perrière, né le 17 juin 1959, évêque de Nevers de 2011 à 2023 puis évêque auxiliaire de Lyon.

## Alliances
Les principales alliances de la famille Brac sont : d'Aigueperse (1594), Hugues (1623), de La Charme (1655), de La Fond (1682), Athiaud (1720), Deschamps (1724), Varenard de Billy (1730), de Bonnel (1746), Bernard de Montessus de Rully (1766), Mourins d'Arfeuille (1877), Passerat, Guillin du Montet (1769), Beuf de Curis (1804), de Parseval de Frileuse, de Béchon de Caussade, de Mothes de Blanche (1806), Hély d'Oissel (1842), de Maupas, Richard de Soultrait, Chardiny, Donin de Rosière (1844), du Bouexic de Pinieux (1901), de La Barre de Carroy, Jarrosson, Delorme.

## Armes
- Les armes anciennes de la famille Brac enregistrées à l'Armorial général de 1696 étaient : De sable à un griffon d'or becqué, armé et lampassé de gueules, et une étoile aussi d'or au canton dextre de l'écu[1]
- Brac de La Perrière : D'argent à trois bandes d'azur[1] (armes actuelles datant de François Brac, anobli en 1735)